# Copa Challenger de Voleibol Masculino de 2022
La Copa Challenger de Voleibol Masculino de 2022 fue la tercera edición del torneo anual internacional de voleibol masculino disputado por 8 equipos nacionales que se clasifican para la Liga de Naciones de Voleibol Masculino FIVB. El torneo se llevó a cabo en el Gimnasio de Estudiantes Jamsil en Seúl, Corea, entre el 28 y el 31 de julio.
Cuba ganó el título, derrotando a Turquía en la final, y se ganó el derecho de participar en la Liga de Naciones 2023 reemplazando a Australia, último equipo desafiante de la edición 2022.

## Clasificación
En total, 8 equipos clasificaron para la competición.
| Confederación | Clasificación                                 | Fecha               | Equipo          |
| ------------- | --------------------------------------------- | ------------------- | --------------- |
| NORCECA       | 1.er Equipo de la NORCECA en el Ranking FIVB  | 31 de marzo de 2022 | Cuba            |
| CAVB          | 1.er Equipo de la CAVB en el Ranking FIVB     | 31 de marzo de 2022 | Túnez           |
| AVC           | 1.er Equipo de la AVC en el Ranking FIVB      | 31 de marzo de 2022 | Qatar           |
| CSV           | 1.er Equipo de la CSV en el Ranking FIVB      | 31 de marzo de 2022 | Chile           |
| AVC           | Anfitrión                                     | 8 de abril de 2022  | Corea del Sur   |
| CEV           | Campeones de la Liga Europea de Voleibol 2022 | 18 de junio de 2022 | República Checa |
| CEV           | Campeones de la Liga Europea de Voleibol 2021 | 20 de junio de 2021 | Turquía         |
| AVC           | Último lugar el la Liga de Naciones 2022      | 10 de julio de 2022 | Australia       |

## Sistema de competición
Los 8 equipos se ordenaron según su posición en el ranking mundial, con la excepción de Corea del Sur que obtuvo la 1.ª cabeza de serie por ser anfitrión. Los equipos se enfrentaron un sistema de eliminación directa desde cuartos de final, donde los enfrentamientos se determinaron tales que los primeros cabezas de serie se enfrentaron a los últimos.
| Mejor rankeado            | Peor rankeado        |
| ------------------------- | -------------------- |
| Corea del Sur (Anfitrión) | Australia (38)       |
| Cuba (13)                 | Chile (27)           |
| Túnez (15)                | República Checa (24) |
| Turquía (17)              | Qatar (21)           |

## Cambios de reglamento
- Por protocolos de prevención de COVID-19, cambios de lado de la cancha fueron quitados.
- Cada equipo tiene permitido sólo un tiempo muerto en cada set, con una duración de 30 segundos.
- Sólo un tiempo muerto técnico es hecho cuando uno de los equipos alcanza 12 puntos.

## Resultados
- Del 28 al 31 de julio

- Sede:  Jamsil Students’ Gymnasium
- Todos los horarios corresponden a la hora de Seúl, Corea del Sur ( UTC+09:00 )

|  | Cuartos de final | Cuartos de final | Cuartos de final |                 |               | Semifinales   | Semifinales | Semifinales |               |               | Final           | Final           | Final       |  |
|  | 28 y 29 de julio | 28 y 29 de julio | 28 y 29 de julio |                 |               | 30 de julio   | 30 de julio | 30 de julio |               |               | 31 de julio     | 31 de julio     | 31 de julio |  |
|  |                  |                  |                  |                 |               |               |             |             |               |               |                 |                 |             |  |
|  |                  |                  |                  |                 |               |               |             |             |               |               |                 |                 |             |  |
|  | 1                | Corea del Sur    | 3                |                 |               |               |             |             |               |               |                 |                 |             |  |
|  | 1                | Corea del Sur    | 3                |                 |               |               |             |             |               |               |                 |                 |             |  |
|  | 8                | Australia        | 1                |                 |               |               |             |             |               |               |                 |                 |             |  |
|  | 8                | Australia        | 1                |                 | Corea del Sur | Corea del Sur | 0           |             |               |               |                 |                 |             |  |
|  |                  |                  |                  |                 | Corea del Sur | Corea del Sur | 0           |             |               |               |                 |                 |             |  |
|  |                  |                  | Turquía          | Turquía         | 3             |               |             |             |               |               |                 |                 |             |  |
|  | 4                | Turquía          | Turquía          | Turquía         | 3             | 3             |             |             |               |               |                 |                 |             |  |
|  | 4                | Turquía          |                  |                 |               |               |             |             |               |               |                 |                 |             |  |
|  | 5                | Qatar            | 1                |                 |               |               |             |             |               |               |                 |                 |             |  |
|  | 5                | Qatar            | 1                |                 |               |               |             |             |               | Turquía       | Turquía         | 0               |             |  |
|  |                  |                  |                  |                 |               |               |             |             |               | Turquía       | Turquía         | 0               |             |  |
|  |                  |                  | Cuba             | Cuba            | 3             |               |             |             |               |               |                 |                 |             |  |
|  | 2                | Cuba             | Cuba             | Cuba            | 3             | 3             |             |             |               |               |                 |                 |             |  |
|  | 2                | Cuba             |                  |                 |               |               |             |             |               |               |                 |                 |             |  |
|  | 7                | Chile            | 0                |                 |               |               |             |             |               |               |                 |                 |             |  |
|  | 7                | Chile            | 0                |                 | Cuba          | Cuba          | 3           |             |               | Tercer puesto | Tercer puesto   | Tercer puesto   |             |  |
|  |                  |                  |                  |                 | Cuba          | Cuba          | 3           |             |               | Tercer puesto | Tercer puesto   | Tercer puesto   |             |  |
|  |                  |                  | República Checa  | República Checa | 0             |               |             |             |               |               |                 |                 |             |  |
|  | 3                | Túnez            | República Checa  | República Checa | 0             | 1             |             |             | Corea del Sur | Corea del Sur | 3               |                 |             |  |
|  | 3                | Túnez            |                  |                 |               |               |             |             | Corea del Sur | Corea del Sur | 3               |                 |             |  |
|  | 6                | República Checa  | 3                |                 |               |               |             |             |               |               | República Checa | República Checa | 2           |  |
|  | 6                | República Checa  | 3                |                 |               |               |             |             |               |               | República Checa | República Checa | 2           |  |
|  |                  |                  |                  |                 |               |               |             |             |               |               |                 |                 |             |  |

### Cuartos de final
| Fecha       | Hora  | Equipo 1      | Sets  | Equipo 2        | Set 1 | Set 2 | Set 3 | Set 4 | Set 5 | Total   |
| ----------- | ----- | ------------- | ----- | --------------- | ----- | ----- | ----- | ----- | ----- | ------- |
| 28 de julio | 15:30 | Cuba          | 3 : 0 | Chile           | 25-20 | 25-19 | 25-19 |       |       | 75-58   |
| 28 de julio | 19:00 | Corea del Sur | 3 : 2 | Australia       | 23-25 | 25-23 | 25-18 | 22-25 | 15-13 | 110-104 |
| 29 de julio | 12:00 | Turquía       | 3 : 1 | Qatar           | 25-23 | 25-16 | 22-25 | 25-15 |       | 97-79   |
| 29 de julio | 15:30 | Túnez         | 1 : 3 | República Checa | 16-25 | 25-17 | 26-28 | 16-25 |       | 83-95   |

### Semifinales
| Fecha       | Hora  | Equipo 1      | Sets  | Equipo 2        | Set 1 | Set 2 | Set 3 | Set 4 | Set 5 | Total |
| ----------- | ----- | ------------- | ----- | --------------- | ----- | ----- | ----- | ----- | ----- | ----- |
| 30 de julio | 12:00 | Cuba          | 3 : 0 | República Checa | 25-22 | 25-18 | 25-18 |       |       | 75-58 |
| 30 de julio | 15:30 | Corea del Sur | 0 : 3 | Turquía         | 24-26 | 21-25 | 22-25 |       |       | 67-76 |

### Tercer Puesto
| Fecha       | Hora  | Equipo 1      | Sets  | Equipo 2        | Set 1 | Set 2 | Set 3 | Set 4 | Set 5 | Total   |
| ----------- | ----- | ------------- | ----- | --------------- | ----- | ----- | ----- | ----- | ----- | ------- |
| 31 de julio | 12:00 | Corea del Sur | 3 : 2 | República Checa | 25-19 | 25-16 | 24-26 | 23-25 | 22-20 | 119-106 |

### Final
| Fecha       | Hora  | Equipo 1 | Sets  | Equipo 2 | Set 1 | Set 2 | Set 3 | Set 4 | Set 5 | Total |
| ----------- | ----- | -------- | ----- | -------- | ----- | ----- | ----- | ----- | ----- | ----- |
| 31 de julio | 15:45 | Turquía  | 1 : 3 | Cuba     | 17-25 | 25-23 | 20-25 | 20-25 |       | 82-98 |

## Posiciones finales
| Rank              | Team            |
| ----------------- | --------------- |
| Medalla de oro    | Cuba VNL        |
| Medalla de plata  | Turquía         |
| Medalla de bronce | Corea del Sur   |
| 4                 | República Checa |
| 5                 | Australia       |
| 6                 | Túnez           |
| 7                 | Qatar           |
| 8                 | Chile           |

| \| \| \| \| \| Campeón Cuba[3] 1.er título \| Plantel: 2 Osniel Lázaro Mergarejo Hernández, 3 Julio César Cárdenas Morales, 4 Michael Sánchez Bozhuleva, 5 Javier Octavio Concepción Rojas, 7 Yonder Román García Álvarez, 10 Miguel David Gutiérrez Suárez, 11 Lyvan Taboada Díaz, 12 Jesús Herrera Jaime, 14 Adrián Eduardo Goide Arredondo, 17 Roamy Raúl Alonso Arce, 18 Miguel Ángel López Castro , 23 Marlon Yant Herrera Entrenador: Nicolás Ernesto Vives Coffigny |
| |
| |
| Campeón Cuba 1.er título |

|                          |
|                          |
| Campeón Cuba 1.er título |